# British School in the Netherlands
The British School in the Netherlands (BSN) is een particuliere internationale scholengroep rond Den Haag, opgericht in 1931. Er zijn vier vestigingen: drie basisscholen in Den Haag, een middelbare school in Leidschenveen en een in Voorschoten. De British School krijgt geen overheidssubsidie, maar wordt als particuliere school betaald uit ouderbijdragen. De school wordt erkend door het Ministerie van Onderwijs en voldoet aan de leerplichtwet. De scholen volgen het Britse onderwijsmodel. Leerlingen zijn afkomstig uit meer dan 80 verschillende landen.

## Geschiedenis en vestigingen

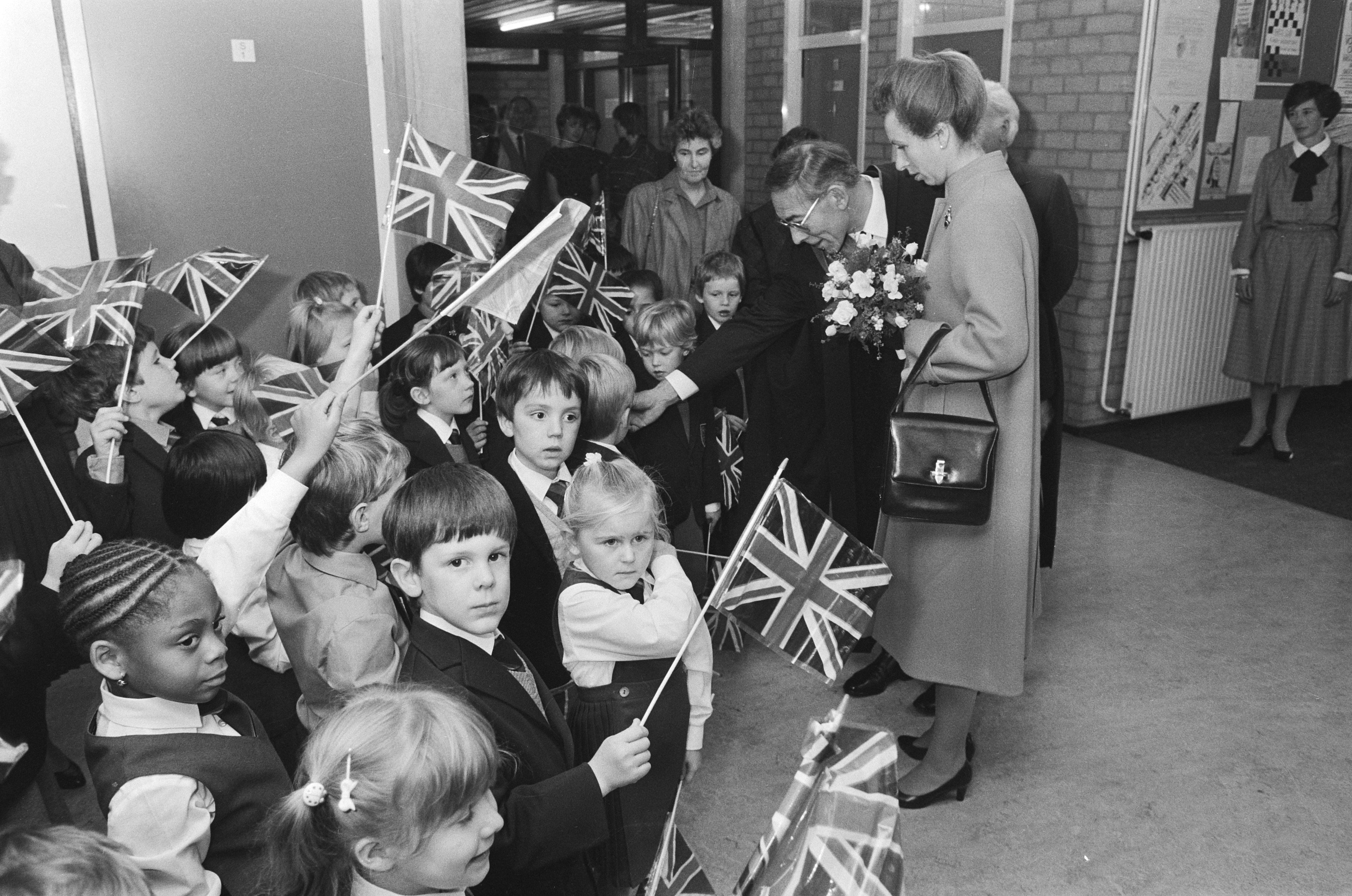
Prinses Anne op bezoek (1984)

De school werd in 1931 in Den Haag opgericht door Gwen Brunton-Jones. Als The English School had het toen de Van Diepenburchstraat als thuishaven. De school werd in 1940 (Tweede Wereldoorlog) gesloten en in 1948 weer opgericht door Nancy Macdona, met twee kamers in de Jan van Nassaustraat. In 1952 verhuisde de school naar de Adriaan Goekooplaan, en een jaar later naar de Doornstraat. Een fusie met de Amerikaanse en Franse school in 1954 tot International School werd een mislukking. De English School ging zelfstandig verder in de Riouwstraat en daarna naar de Tapijtweg (Villa Duynrose).
In 1972 had de school inmiddels 500 leerlingen en vestigingen aan de Parkweg en de Van Stolklaan. De school werd in 1976 omgedoopt tot The British School in the Netherlands.
In 1978 verhuisde de afdeling middelbare school (Senior School) naar nieuwbouw in Voorschoten. De basisschool bleef aan de Tapijtweg in Den Haag. Tussen 1976 en 2011 was er ook nog een vestiging van de school in Assen.
In de jaren tachtig groeide de school verder naar meer dan 1.000 leerlingen. De vestiging in Voorschoten breidde sterk uit. De basisscholen vernieuwden. In 1997 werd De Vlaskamp in Den Haag (architect Dirk Jan Postel) geopend door prins Willem-Alexander. In 2003 werd de vestiging Diamanthorst (in de wijk Mariahoeve) geopend. In de nieuwe wijk Leidschenveen in Den Haag werd in 2010 een vestiging geopend door prinses Máxima.

## Gebouwen

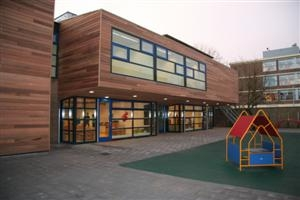
British School, vestiging Diamanthorst (2003-2022)
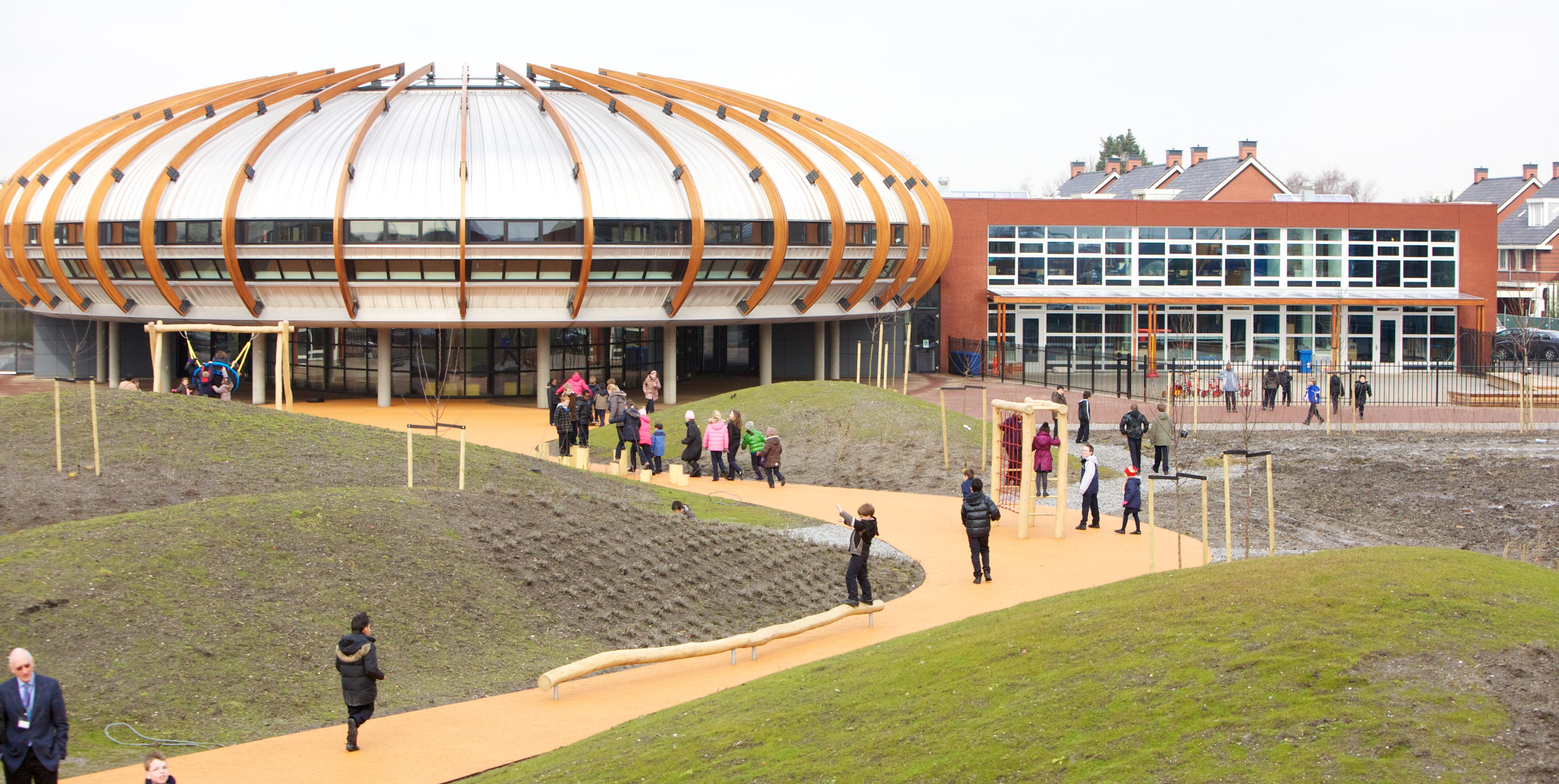
British School, vestiging Leidschenveen
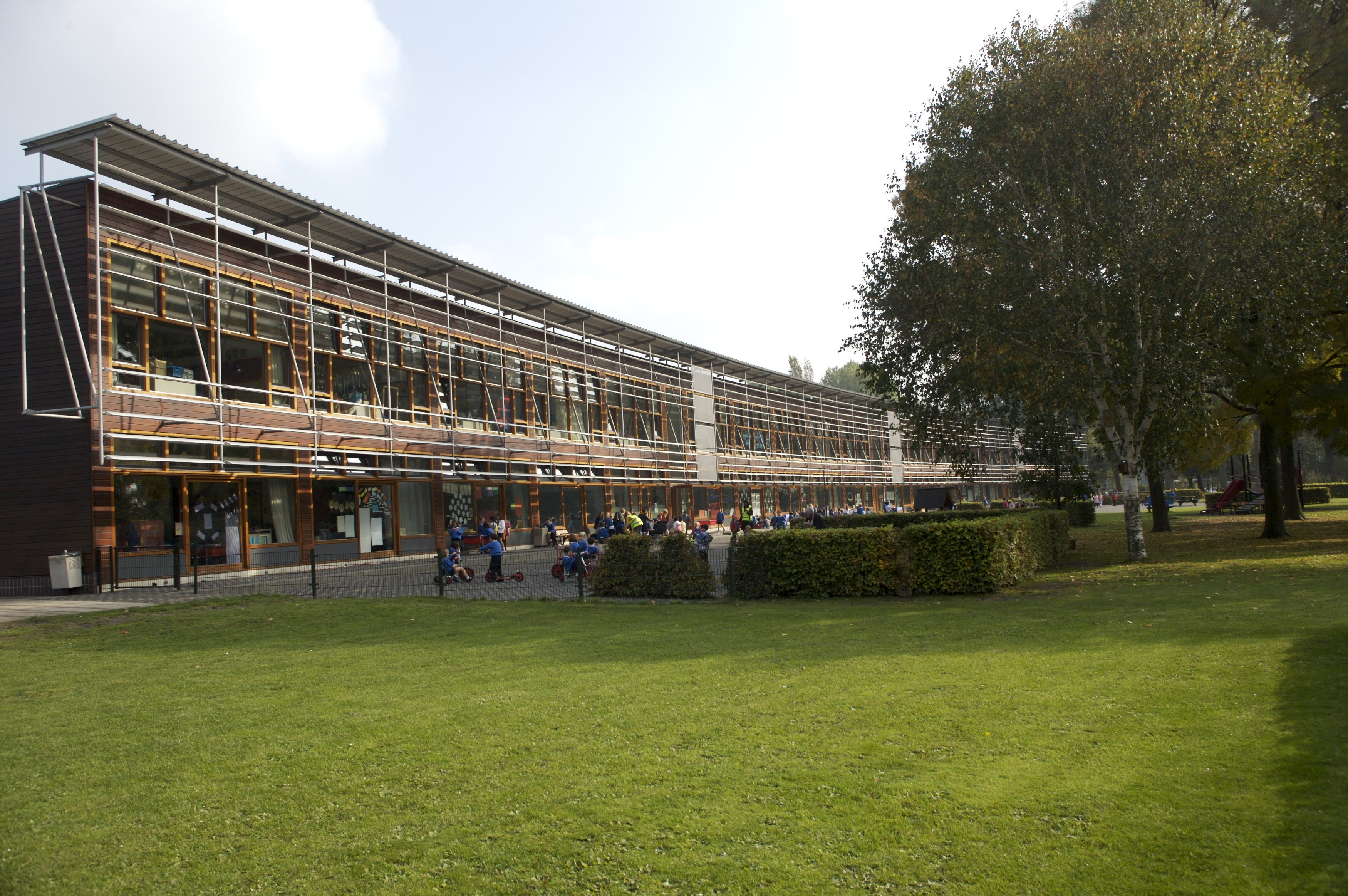
British School, vestiging Vlaskamp
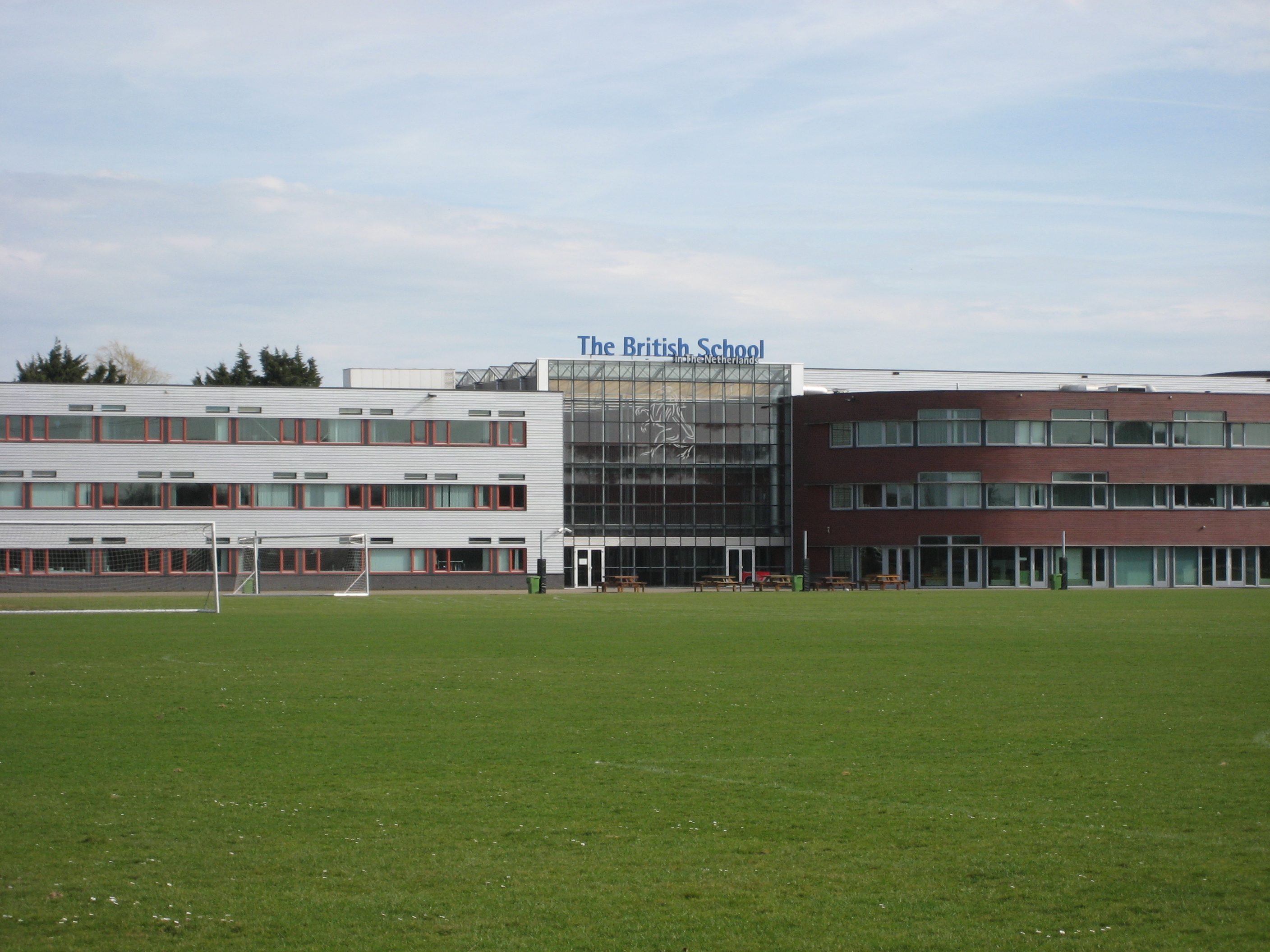
British School, vestiging Voorschoten
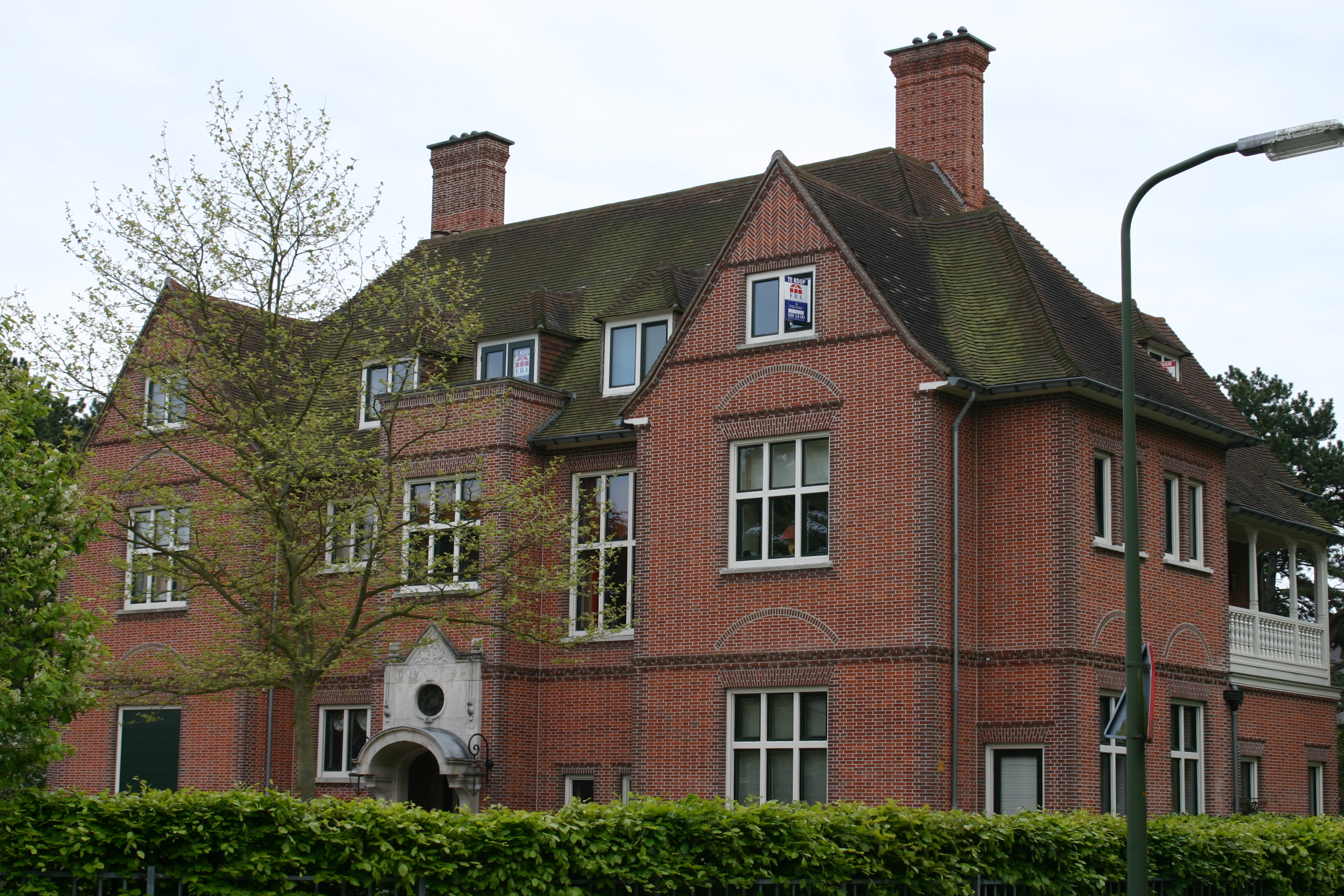
British School, Villa Duinroos (1959-198X)
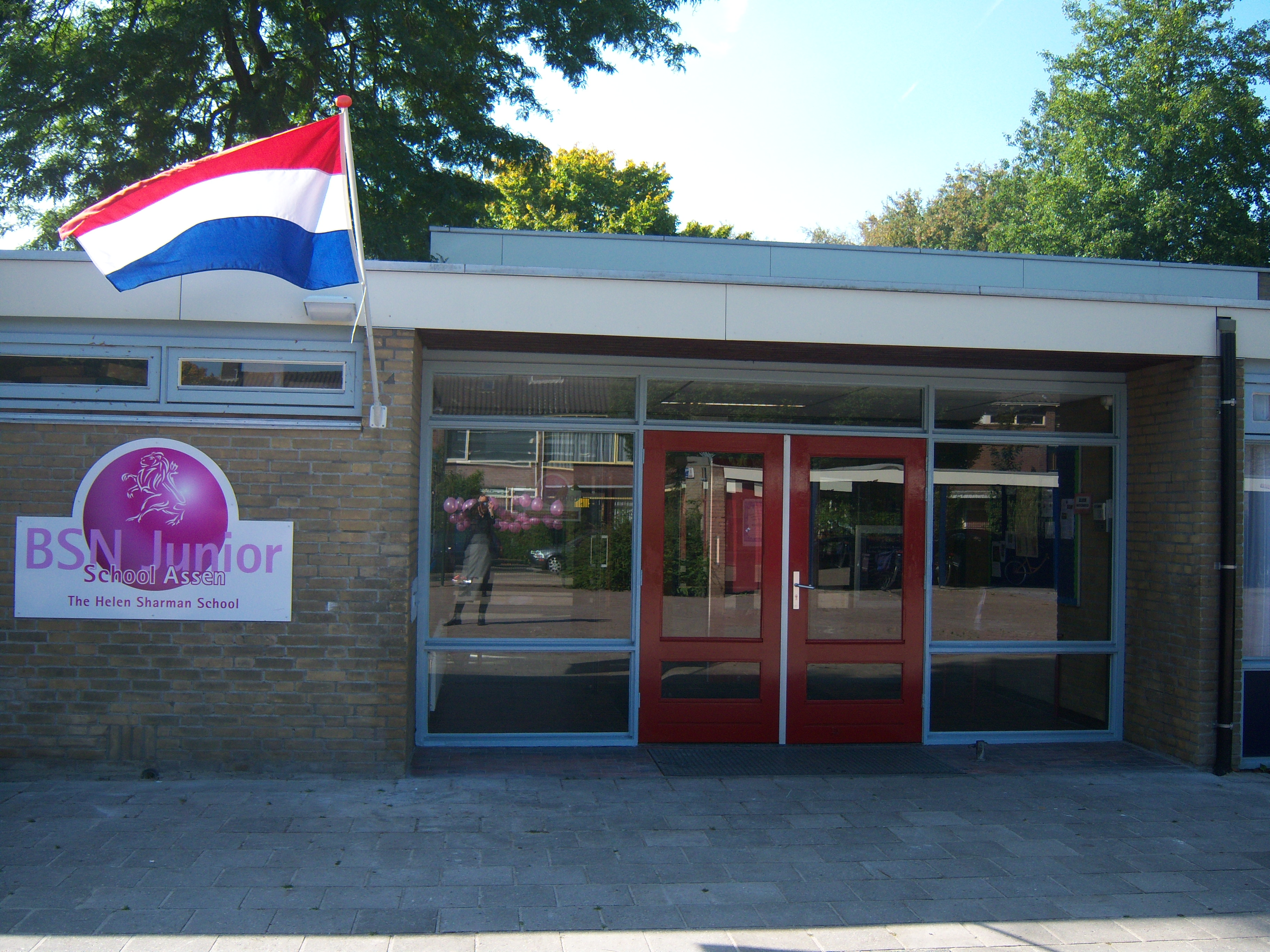
British School, vestiging Assen (1976-2011)